# Itati
Itati é um município brasileiro da região Sul, no estado do Rio Grande do Sul. Localizado no vale do Rio Três Forquilhas, juntamente com os municípios de Três Forquilhas e Terra de Areia.

## Topônimo
"Itati" é talvez um vocábulo de origem guarani que possivelmente signifiqua "pedregal" (itá + ti). Pode significar também "pedras brancas".
Há na Bahia uma localidade de mesmo nome (Itati) que significa "pedras pontudas"." Todavia, esse nome viria da língua tupi, enquanto um município do Rio Grande do Sul provavelmente teria um nome advindo do guarani..

## História
O lugar onde situa-se hoje Itati, já foi chamado Vale do Rio Três Forquilhas e seus diversona afluentes. Mesmo antes de ser colonizado o vale era habitado pelos índios Caiagangues, chefiados pelo cacique Aivupurã, estes viviam da caça e da pesca por todo o sítio apesar de terem como sede a Aldeia de Três Pinheiros
Conforme Ely, em 1826 uma leva de colonos alemães chega ao vale, trazidos pelo governo imperial eles ganharam pedaços de terra ao longo do rio, concentrando-se principalmente nas áreas marginais das vias que ainda hoje acompanham o rio.
Ao se instalarem os alemães contaram com a colaboração do povo indígena na construção de suas primeiras choupanas, convivendo pacificamente estes adaptaram-se à vários costumes indígenas, adotando alguns de seus cardápios, o ato do banho diário, entre outros.
A convivência pacífica estabeleceu-se por muito tempo, segundo Müller, os índios continuaram com suas práticas de coleta e caça e os alemães passaram a cultivar a terra e aprenderam com os índios a consumir pacova, como era chamada a banana e também o aipim
A língua sempre foi uma grande barreira para o povo alemão que ficou segregado em sua colônia, com dificuldades de transporte e de estabelecer comércio com o povo luso que chegara primeiro ao Brasil e ao Rio Grande do Sul.
Em artigo publicado no Diário de Notícias de 6 de novembro de 1946 o articulista, entre outros comentários disse:
"[...] a população atual desses núcleos (Osório e Torres e seus distritos) é superior a 2.000 habitantes mentalmente a mais atrasada do Rio Grande. A maioria é analfabeta, pelas endemias, pela falta de higiene elementar, pela pobreza em que vivem. Ressalvando-se a população dos núcleos e de alguns poucos fazendeiros e comerciantes, a dos demais que representam a maioria, podem ser considerados, sem exagero, como verdadeiros marginais. Achamos que este aspecto desolador se deve exclusivamente a falta de meios de viação." - " falta de meios de viação", esta sim foi grande verdade. (ELY, 2000)
Segundo Müller, os produtos que os colonos estavam habituados a plantar não se adaptaram bem ao clima da nova terra, eles passaram então a copiar as culturas de portugueses e açorianos, entre estas estava a cana de açúcar que daria origem a indústria de açúcar e cachaça; plantavam também aipim e produziam farinha que era muito utilizada para o consumo interno na produção de doces de polvilho e roscas.
No entanto, os alemães tentavam manter sua cultura viva, realizando atividades como a festa do Kerb e da Colheita, estes eventos proporcionavam encontro, mesmo às famílias que moravam longe, ambas ainda são realizadas anualmente no local de origem.
Os portugueses apesar de terem chegado antes ao estado não ocupavam nenhuma faixa de terra no Vale, após a Revolução Farroupilha, a primeira família de origem lusa chegou ao vale tomando conta da sesmaria de Três Pinheiros. A família Marques, chegou a suas terras e sem mesmo perguntar dizimou o povo indígena que ali morava até então, os que restaram vivos, em sua maioria tornaram-se escravos e outros poucos conseguiram fugir para outra aldeia no pé da Serra do Pinto, onde conseguiram abrigo.
À época da Segunda Guerra Mundial, os nomes que lembravam a colonização alemã foram mudados por exigência das autoridades nacionais, sendo que o 3°Distrito de Osório, antiga sede da Colônia Alemã de Três Forquilhas, foi denominado, entre 1942 e 1945, sucessivamente, de Itapeva e de Itati. Este último nome é conservado até hoje e tem origem indígena, significando muita pedra ("ita" + "tim") ou pedra branca ("ita" + "ti").
A chegada dos portugueses disseminou novos costumes e através da mescla de novos e antigos, surgiu uma singularidade cultural. Além dos lusos e alemães outros estrangeiros também chegaram ao Vale, entre eles: Poloneses, argentinos, açorianos e japoneses, estes últimos chegaram por volta de 1968, segundo Ely.
A cultura japonesa ainda é muito forte no município, eles não contribuíram para a miscigenação, é um povo pacato e poucas vezes misturam-se em outras culturas, preservando seus costumes. No entanto, tem tido uma contribuição muito forte para a economia local através do cultivo de flores. Segundo Müller, no início os japoneses realizavam festas típicas acompanhadas de trajes de sua terra natal, tal como alimentos, hoje o sumô ainda é preservado e esta arte marcial é ensinada a outras etnias.
Esta mistura de raças e credos, cria uma diversidade cultural e étnica que se pode perceber até os dias atuais.
Em 16 de abril de 1996, emancipou-se de Terra de Areia, através da Lei Estadual nº. 10746, mantendo o nome original Itati.
A primeira gestão Administrativa iniciou-se em 1.º de janeiro de 2001.

## Geografia

### Demografia
No último censo do IBGE, de 2022, a população de Itati era de 2.638 habitantes. A densidade demográfica era, em 2022, de 12,86 hab/km². O Código de Endereçamento Postal (CEP) é 95538-000
No ano de 2010 seu Índice de Desenvolvimento Humano (IDHM) era de 0,669.

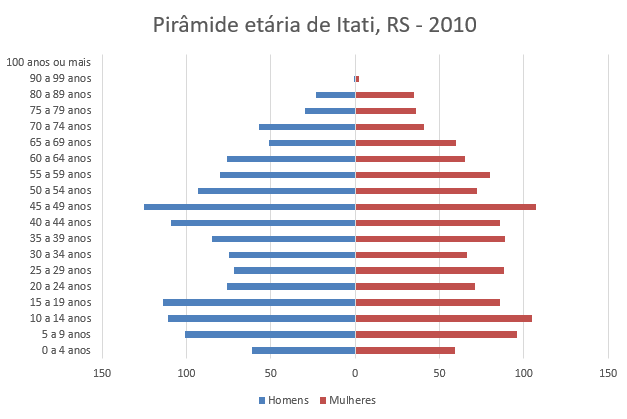